# كيت مارتن
كيت مارتن (بالإنجليزية: Kit Martin)‏ هو مهندس معماري بريطاني، ولد في 6 مايو 1947.